# جهد المأخذ الرئيسي
جهد المأخذ الرئيسي Main Voltage يعني هذا التعبير الجهد الكهربائي المستخدم . ويكون عادة جهدا مترددا ويستعمل في البيوت والمنازل (جهد 220 فولت) . وتوجد منه أنواعا بحسب الاستخدامات في تسيير الترام أو تشغيل المصانع ، ومنه ما يعمل بقطبين ( فرعين ) ومنه ما يعمل بثلاثة أقطاب مثل ذلك الذي يُستخدم في المصانع .

## الأنواع
- بحسب استخدامها تشمل على الجهد الكهربائي (الضغط العالي )الصادر من محطة التوليد، وتفريعاتها إلى محطات الكهرباء الثانوية (ذات جهد أقل ) ومنها إلى المستهلكين المختلفين.

وهذه تضم عدة نظم للجهد . وينخفض الجهد على مراحل بواسطة محولات حتي يصل إلى الجهد المناسب للمستهلك وهي:
جهد فائق - لغاية حوالي 400 كيلو فولت.
جهد عالي جدآ - لغاية حوالي 132 كيلو فولت.
جهد عالي - لغاية حوالي 33 كيلو فولت.
جهد متوسط - لغاية حوالي 11 كيلو فولت.
جهد واطئ أو منخفض - (110 فولت للبيوت و 220 فولت للبيوت و 380 فولت للمصانع ).

## اقرأ أيضا
- محطة توليد كهرباء
- محول كهربائي
- قابس
- مقبس
- قويبس